# Fantastic'Arts 2008
La quinzième édition du festival Fantastic'Arts s'est déroulé du 23 au 27 janvier 2008. Le thème du festival est « métamorphoses de la réalité ». Cette année, le festival a rendu hommage au cinéma fantastique espagnol, ainsi qu'à Takashi Shimizu. Le jury était composé des « maîtres du genre » fantastique.
Parmi les films en compétition, trois sont entièrement en caméra subjective : [●REC], Chronique des morts-vivants et Cloverfield. Le Roi de la montagne a aussi recours à la fin du film à ce procédé.

## Palmarès
| Prix                                                   | Attribué à                                                               | Pays                 |
| ------------------------------------------------------ | ------------------------------------------------------------------------ | -------------------- |
| Grand prix du festival                                 | L'Orphelinat (El Orfanato) de Juan Antonio Bayona                        | Espagne, Mexique     |
| Prix du jury                                           | [●REC] de Paco Plaza et Jaume Balagueró - Teeth de Mitchell Lichtenstein | Espagne - États-Unis |
| Prix de la critique                                    | Chronique des morts-vivants de George A. Romero                          | États-Unis           |
| Prix du jury jeunes                                    | [●REC] de Paco Plaza et Jaume Balagueró                                  | Espagne              |
| Prix du public L'Est Républicain - La Liberté de l'Est | [●REC] de Paco Plaza et Jaume Balagueró                                  | Espagne              |
| Prix du jury Sci-Fi                                    | L'Orphelinat (El Orfanato) de Juan Antonio Bayona                        | Espagne, Mexique     |
| Prix du meilleur inédit vidéo                          | Détour mortel 2 de Joe Lynch                                             | États-Unis           |
| Grand prix du court métrage                            | Dans leur peau de Arnaud Malherbe                                        | France               |

## Films en compétition
- Epitaph (film, 2007) (en) (기담, Gidam) de Jung Beom-sik & Jung Sik ( Corée du Sud)
- Chronique des morts-vivants (Diary of the dead) de George A. Romero ( États-Unis)
- [●REC] de Paco Plaza et Jaume Balagueró ( Espagne)
- Les Proies (El rey de la montana) de Gonzalo López-Gallego ( Espagne)
- Teeth de Mitchell Lichtenstein ( États-Unis)
- L'Orphelinat (El Orfanato) de Juan Antonio Bayona ( Mexique /  Espagne)
- Joshua de George Ratliff ( États-Unis)
- Solitaire (Rogue) de Greg McLean ( Australie)
- The Brøken de Sean Ellis ( Royaume-Uni /  France)

## Courts métrages en compétition
- Absence de Kevin Lecomte ( France)
- Black night is falling de Kook Ewo ( France)
- Dans leur peau de  Arnaud Malherbe ( France)
- Monstre (2) de Antoine Barraud ( France)
- Morsure de David Morley ( France)

## Films hors-compétition
- All the Boys Love Mandy Lane de Jonathan Levine ( États-Unis)
- Les Disparus (Aparecidos) de Paco Cabezas ( Argentine) / ( Espagne)
- Cloverfield de Matt Reeves ( États-Unis)
- Frankenstein Junior (Young Frankenstein) de Mel Brooks ( États-Unis)
- Frontière(s) de Xavier Gens ( France)
- Le Voyage de Chihiro (千と千尋の神隠し, Sen to Chihiro no kamikakushi?) de Hayao Miyazaki ( Japon)
- La Troisième Mère (La Terza madre) de Dario Argento ( Italie) / ( États-Unis)
- Shrooms de Paddy Breathnach ( Irlande)
- Peur(s) du noir de Blutch, Charles Burns, Marie Caillou,Pierre di Sciullo, Lorenzo Mattotti et Richard McGuire ( France)

### Sélection deLa Nuit des Maîtres du Genre
- L'Horrible Docteur Orlof (Gritos en la noche) de Jesús Franco ( Espagne)
- L'Incinérateur de cadavres (Spalovac Mrtvol) de Juraj Herz ( République tchèque)
- Vendredi 13 (Friday the 13th) de Sean S. Cunningham  États-Unis
- Inside Job (Fear X) de Nicolas Winding Refn ( Danemark)
- Ju-on: The Grudge (呪怨, Juon?) de Takashi Shimizu ( Japon)
- Evil Aliens de Jake West ( Angleterre)
- The Descent de Neil Marshall ( États-Unis)
- Stuck de Stuart Gordon ( États-Unis)

### Hommage au Cinéma Espagnol
- L’ange exterminateur (El ángel exterminador) de Luis Buñuel ( Mexique)
- La résidence (La residencia) de Narciso Ibañez Serrador ( Espagne)
- Les Révoltés de l’an 2000 (¿Quién puede matar a un niño?) de Narciso Ibañez Serrador ( Espagne)
- Le Jour de la bête (El día de la bestia) de Álex de la Iglesia ( Espagne)
- Tesis de Alejandro Amenábar ( Espagne)
- Ouvre les yeux (Abre los ojos) de Alejandro Amenábar ( Espagne)
- Le Labyrinthe de Pan (El laberinto del fauno) de Guillermo del Toro ( Espagne /  Mexique)
- Abandonnée (The abandoned) de Nacho Cerdà ( Espagne)

### Nuit Sci-Fi "Masters of Science Fiction"
- Mémoire morte (A Clean Escape) de Mark Rydell
- L'Éveil (The Awakening) de Michael Petroni
- Jerry est un homme (Jerry Was a Man) de Michael Tolkin
- Les Bannis (The Discarded) de Jonathan Frakes
- Painkiller Jane (pilote) de Nick Copus (en)

### Rétrospective "Métamorphose et Mutations"
- Dr. Jekyll et Mr. Hyde de Victor Fleming ( États-Unis)
- La Féline (Cat People) de Jacques Tourneur ( États-Unis)
- Ladyhawke, la femme de la nuit (Ladyhawke) de Richard Donner ( États-Unis /  Italie)
- La Mouche (The Fly) de David Cronenberg ( États-Unis /  Royaume-Uni /  Canada)
- X-Men de Bryan Singer ( États-Unis)
- Donny Darko de Richard Kelly ( États-Unis)

## Sélection des Inédits vidéo
- Black Water de David Nerlich et Andrew Traucki ( Australie)
- D-War de Hyung-rae Shim ( Corée du Sud)
- End of the Line de Maurice Devereaux  Canada
- Steel Trap de Luis Camara ( Allemagne)
- Paradise Lost (Turistas) de John Stockwell ( États-Unis)
- Détour mortel 2 de Joe Lynch ( États-Unis)

## Jury

### Jury long métrage

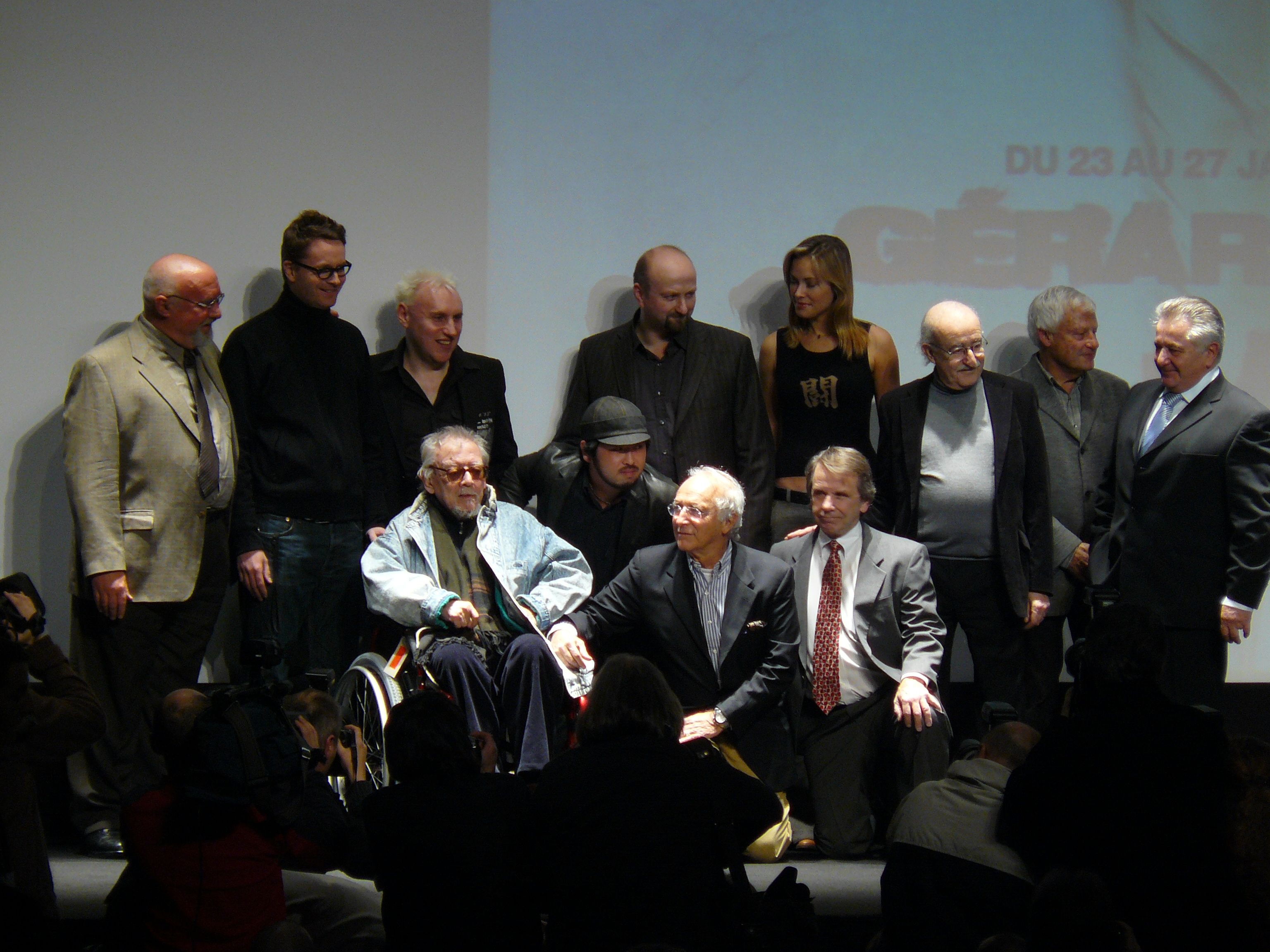
De gauche à droite, 2e rang : Stuart Gordon, Nicolas Winding Refn, Jake West, Neil Marshall, Kristanna Loken, Juraj Herz, Lionel Chouchan (fondateur du festival), Pierre Sachot (président de l'association Fantastic'Arts)
1er rang : Jess Franco, Takashi Shimizu, Ruggero Deodato, Sean S. Cunningham

Président du Jury : Stuart Gordon
- Ruggero Deodato
- Nicolas Winding Refn
- Juraj Herz
- Jess Franco
- Kristanna Loken
- Sean S. Cunningham
- Neil Marshall
- Takashi Shimizu
- Jake West

### Jury court métrage
Présidente du Jury : Catherine Jacob
- Emily Loizeau
- Harry Roselmack
- Clément Sibony
- Aurélien Wiik

### Auteurs du Salon du Grimoire
- Auteurs présents : Henri Loevenbruck,Jay Elis,Renaud Benoist

### Colloque "Fantastique ou les Métamorphoses de la Réalité"
- Jean-François Rauger (directeur de la programmation de la cinémathèque française)
- Serge Tisseron (psychiatre et psychanalyste)
- David Foenkinos (écrivain)